# Йоргос Кудас
Йоргос Кудас (грец. Γιώργος Κούδας, нар. 23 листопада 1946, Салоніки) — грецький футболіст, що грав на позиції півзахисника за ПАОК і національну збірну Греції.
Чемпіон Греції. Дворазовий володар Кубка Греції. 

## Клубна кар'єра
У дорослому футболі дебютував 1963 року виступами за команду клубу ПАОК, кольори якої і захищав протягом усієї своєї кар'єри гравця, що тривала двадцять два роки. Більшість часу, проведеного у складі ПАОКа, був основним гравцем команди, взявши участь у більш ніж 500 іграх команди у чемпіонаті. За цей час виборов титул чемпіона Греції, двічі ставав володарем Кубка Греції.

## Виступи за збірну
1967 року дебютував в офіційних матчах у складі національної збірної Греції. Протягом кар'єри у національній команді, яка тривала 16 років, провів у формі головної команди країни 43 матчі, забивши 4 голи.
Був капітаном грецької збірної на чемпіонаті Європи 1980 року в Італії, де взяв участь в одній грі групового етапу проти ФРН (0:0).

## Титули і досягнення
- Чемпіон Греції (1):

ПАОК: 1975-1976
- Володар Кубка Греції (2):

ПАОК: 1971-1972, 1973-1974